# Die Simpsons/Staffel 32
Die 32. Staffel der US-amerikanischen Zeichentrickserie Die Simpsons wurde vom 27. September 2020 bis zum 23. Mai 2021 auf dem US-amerikanischen Sender Fox ausgestrahlt. Die deutschsprachige Erstausstrahlung war vom 8. Februar bis zum 17. Mai 2021 auf dem deutschen Free-TV-Sender ProSieben zu sehen. Die komplette Staffel wurde am 29. September 2021 auf Disney+ veröffentlicht.

## Episoden
| Nr. (ges.) | Nr. (St.) | Deutscher Titel                                     | Originaltitel                                | Erstausstrahlung USA | Deutschsprachige Erstausstrahlung (D) | Regie              | Drehbuch                                 | Zuschauer (USA) | Prod. Code |
| ---------- | --------- | --------------------------------------------------- | -------------------------------------------- | -------------------- | ------------------------------------- | ------------------ | ---------------------------------------- | --------------- | ---------- |
| 685        | 1         | Undercover Burns                                    | Undercover Burns                             | 27. Sep. 2020        | 8. Feb. 2021                          | Bob Anderson       | David Cryan                              | 4,44 Mio.       | ZABF19     |
| 686        | 2         | Bartigula                                           | I, Carumbus                                  | 4. Okt. 2020         | 15. Feb. 2021                         | Rob Oliver         | Cesar Mazariegos                         | 1,51 Mio.       | ZABF18     |
| 687        | 3         | Kunst ist, wenn man trotzdem lacht                  | Now Museum, Now You Don’t                    | 11. Okt. 2020        | 22. Feb. 2021                         | Timothy Bailey     | Dan Greaney                              | 1,36 Mio.       | ZABF21     |
| 688        | 4         | Saures oder Zeitschleife                            | Treehouse of Horror XXXI                     | 1. Nov. 2020         | 29. Sep. 2021                         | Steven Dean Moore  | Julia Prescott                           | 4,93 Mio.       | ZABF17     |
| 689        | 5         | Das verflixte 7. Bier                               | The 7 Beer Itch                              | 8. Nov. 2020         | 1. März 2021                          | Michael Polcino    | Joel H. Cohen & John Frink Idee: Al Jean | 1,74 Mio.       | ZABF15     |
| 690        | 6         | Podcast News                                        | Podcast News                                 | 15. Nov. 2020        | 8. März 2021                          | Matthew Faughnan   | David X. Cohen                           | 3,50 Mio.       | ZABF22     |
| 691        | 7         | Drei gescheiterte Träume                            | Three Dreams Denied                          | 22. Nov. 2020        | 15. März 2021                         | Steven Dean Moore  | Danielle Weisberg                        | 4,41 Mio.       | QABF02     |
| 692        | 8         | Der lange Weg nach Cincinnati                       | The Road to Cincinnati                       | 29. Nov. 2020        | 22. März 2021                         | Matthew Nastuk     | Jeff Westbrook                           | 1,63 Mio.       | ZABF20     |
| 693        | 9         | Lisa tut es nicht leid                              | Sorry Not Sorry                              | 6. Dez. 2020         | 29. März 2021                         | Rob Oliver         | Nell Scovell                             | 1,66 Mio.       | QABF01     |
| 694        | 10        | Sommer-Weihnacht in Springfield                     | A Springfield Summer Christmas for Christmas | 13. Dez. 2020        | 3. Mai 2021                           | Timothy Bailey     | Jessica Conrad                           | 3,92 Mio.       | QABF03     |
| 695        | 11        | Vorwärts in die Vergangenheit                       | The Dad-Feelings Limited                     | 3. Jan. 2021         | 10. Mai 2021                          | Chris Clements     | Ryan Koh                                 | 1,89 Mio.       | QABF04     |
| 696        | 12        | Das Tagebuch der Mrs. K                             | Diary Queen                                  | 21. Feb. 2021        | 17. Mai 2021                          | Matthew Nastuk     | Jeff Westbrook                           | 1,43 Mio.       | QABF05     |
| 697        | 13        | C.R.E.A.M.                                          | Wad Goals                                    | 28. Feb. 2021        | 29. Sep. 2021                         | Mike Frank Polcino | Brian Kelley                             | 1,24 Mio.       | QABF06     |
| 698        | 14        | Cletus 4 Ever                                       | Yokel Hero                                   | 7. März 2021         | 29. Sep. 2021                         | Rob Oliver         | Jeff Martin & Samantha Martin            | 1,38 Mio.       | QABF07     |
| 699        | 15        | Die Rückkehr der Pizza-Bots                         | Do PizzaBots Dream of Electric Guitars?      | 14. März 2021        | 29. Sep. 2021                         | Jennifer Moeller   | Michael Price                            | 1,43 Mio.       | QABF08     |
| 700        | 16        | Es ist ein Todd entsprungen                         | Manger Things                                | 21. März 2021        | 29. Sep. 2021                         | Steven Dean Moore  | Rob LaZebnik                             | 1,28 Mio.       | QABF09     |
| 701        | 17        | Die weiblichen Verdächtigen                         | Uncut Femmes                                 | 28. März 2021        | 29. Sep. 2021                         | Chris Clements     | Christine Nangle                         | 1,22 Mio.       | QABF10     |
| 702        | 18        | Burger Kings                                        | Burger Kings                                 | 11. Apr. 2021        | 29. Sep. 2021                         | Lance Kramer       | Rob LaZebnik                             | 1,24 Mio.       | QABF11     |
| 703        | 19        | Panik in den Straßen von Springfield                | Panic on the Streets of Springfield          | 18. Apr. 2021        | 29. Sep. 2021                         | Matthew Nastuk     | Tim Long                                 | 1,31 Mio.       | QABF12     |
| 704        | 20        | Die Königin der Staaten                             | Mother and Child Reunion                     | 9. Mai 2021          | 29. Sep. 2021                         | Jennifer Moeller   | J. Stewart Burns                         | 1,11 Mio.       | QABF14     |
| 705        | 21        | Codename G.R.A.M.P.A.                               | The Man from G.R.A.M.P.A.                    | 16. Mai 2021         | 29. Sep. 2021                         | Michael Polcino    | Carolyn Omine                            | 1,06 Mio.       | QABF13     |
| 706        | 22        | Moe Szyslak und das Königreich des Kristallschädels | The Last Barfighter                          | 23. Mai 2021         | 29. Sep. 2021                         | Timothy Bailey     | Dan Vebber                               | 1,02 Mio.       | QABF15     |